# Sistemografia
A sistemografia - escrita do sistema - permite o mapeamento e a racionalização dos processos, facilitando sua compreensão pelos diversos profissionais envolvidos.
A modelagem gráfica e descritiva, por meio da sistemografia, consiste em construir, de forma quase que simultânea, os sistemógrafos operacional, informacional e decisional do processo em fase de modelagem. Bresciani (2001) recomenda a seguinte ordem no trabalho de modelagem utilizando a sistemografia:
1. Definir a fronteira do sistema a ser modelado, caracterizando os processadores de fronteira responsáveis pelas entradas e saídas do sistema.
2. Construir o sistemógrafo operacional do sistema, dispondo em um diagrama de blocos as diferentes etapas do processo, representando cada uma com um processador operacional.
3. Construir o sistemógrafo informacional do sistema, dispondo em um diagrama de blocos as diferentes etapas da geração, transformação e comunicação da informação, representando cada uma com um processador informacional.
4. Construir o sistemógrafo do sistema decisional do sistema dispondo em um diagrama de blocos as diferentes etapas do processo de decisão representando cada uma com processadores decisionais.
5. Classificar todos os processadores dos sistemógrafos em categorias, tipos e níveis; construindo um quadro comparativo de processadores.
6. Identificar as possíveis influências de campos de forças.
7. Relacionar os problemas em ordem de prioridade, aplicar técnicas de análise de problemas e identificar e encontrar soluções para cada um deles.
8. Utilizar métodos matemáticos para a modelagem, quando disponíveis, tanto dos processadores quanto do sistema como um todo.
9. Propor a solução dos problemas na forma de recomendações e procedimentos a serem adotados. Sistemografar consiste, em poucas palavras, em construir um modelo descritivo e gráfico de um fenômeno que pode ser percebido como complexo pelo analisador que pretenda modelá-lo.
A elaboração dos sistemógrafos operacionais (apresentando as operações envolvidas no processo), dos sistemógrafos informacionais (em que o fluxo das informações é destacado) e dos sistemógrafos decisionais (em que são mostradas as tomadas de decisões) permite, durante a análise da atividade em questão, avaliá-la e melhorá-la.
Esses sistemógrafos permitem observar e eliminar atividades redundantes ou não importantes para o processo, proporcionando assim a sua visualização sistêmica, identificando pontos que permitam sua racionalização, seu aumento de flexibilidade e de agilidade.

## História
A sistemografia foi estudada e apresentada em seus aspectos conceituais por Jean-Louis Le Moigne (1990; 1994) em sua Théorie du Système Général (1994). Bresciani apresenta, em conjunto com seus orientados de pós-graduação, propostas de utilização prática dos conceitos da sistemografia, particularmente para sistemas de produção e sistemas de informação (ver Fontes).